# 후새
후새(Hushai, hus'-sha-i, 히브리어: חוּשַׁי 또는 חוּשַׁי ָאֲרְכִּי '아렉 사람 후새')는 히브리어 성경에 따르면 다윗의 친구이자 정탐꾼이었다. 사무엘하서에 설명된 대로 압살롬의 반역 동안 그는 압살롬의 조언자 역할을 하여 그의 계획을 방해하고 비밀리에 다윗에게 정보를 보내는 데 동의한다. 압살롬이 후퇴하는 다윗을 즉시 추격하지 않아서 다윗에게 재집결하고 군대를 모을 시간을 준 것은 그의 조언에 따른 것이었다. 후새의 조언은 압살롬의 급속한 패배를 보장하는 데 도움이 되었다.

## 생애
후새는 아렉 사람 곧 에브라임 지파 남쪽 벧엘 근처 아르기 출신이었다(수 16:2). 그는 역대상 27:33에서 “왕의 친구”라고 불린다. 이 칭호는 아히도벨에게 주어진 모사 또는 요압에게 주어진 군대장관의 칭호와 비슷하다. 열왕기상 4장 5절에서도 비슷한 용법이 있다. 마카베오서에서 이는 셀레우코스 왕조가 중요한 군사적 또는 시민적 역할을 맡은 신뢰받는 사람에게 부여한 공식 칭호이다(마카베오서 2:18; 3:38; 6:10, 14, 28; 7:6-8 등). 그러므로 다윗 왕의 "친구"라는 후새의 칭호는 그 용어가 암시하는 친밀한 관계를 암시하지 않는 것으로 보인다.
그럼에도 불구하고 압살롬의 반역 중에 그에 관해 기록된 내용(사무엘하 15~17장)은 그의 경우 그 칭호가 단지 공식적인 것이 아니었음을 보여 준다. 다윗은 압살롬의 반역과 그의 전 모사 아히도벨이 압살롬과 함께 있었다는 소식을 듣고 예루살렘에서 철수할 계획을 세운다. 감람산으로 올라가는 길에 옷이 찢겨져 있고 머리에는 먼지가 덮인 후새를 만났다. 다윗이 그에게 도망가는 동안 짐이 될 것이라고 말했기 때문에 그는 아마도 노인이었을 것이다. 그러나 왕은 "아히도벨의 모략을 물리치도록" 후새를 예루살렘으로 보냄으로써 후새의 영리함을 칭찬한다. 후새는 압살롬을 설득하여 그를 자신의 신임으로 받아들이고, 다윗에 대해 취할 조치와 관련하여 얼마 후에 열린 회의에서 그는 아히도벨을 제압하고 왕의 안전을 확보할 수 있는 지연을 얻는다. 그는 또한 사독과 아비아달과 그들의 아들들, 즉 사독의 아들 아히마아스와 아비아달의 아들 요나단을 통해 다윗에게 정보를 전달할 수 있다(사무엘하 15:36).
 본 문서에는 현재 퍼블릭 도메인에 속한 1913년 가톨릭 백과사전의 내용을 기초로 작성된 내용이 포함되어 있습니다. The original article was by Joseph P. Thomas.